# T.J. Klune
Travis John Klune, eller T. J. Klune, född den 20 maj 1982, är en amerikansk författare som skriver fantasy och kärleksromaner med karaktärer som är gay eller HBTQ. Klunes fantasyroman The House in the Cerulean Sea hamnade på den amerikanska dagstidningen The New York Times bestsellerlista och vann Alex (2021) och Mythopoeic Award (2021). Klune har i intervjuer berättat om hur hans asexualitet påverkat skrivandet. Hans roman Into This River I Drown erövrade Lambda Literary Award för bästa gay-roman (2014).